# Oosterloop
De Oosterloop (ook Runsloot) is een beek in het noorden van de Nederlandse provincie Drenthe. Het beekje is een van de laatste niet gekanaliseerde beekjes van Drenthe.
De beek begint even ten westen van Vries in het dal tussen de Rolderrug en Tynaarlorug, maar is hier nog nauwelijks te herkennen als zijnde een beek. Pas na de onderdoorgang van de N386 is er een beekdal zichtbaar, wat bij het natuurgebied De Hondstongen nog duidelijker wordt. Vanaf De Hondstongen meandert het riviertje in een noordwestelijke richting naar Groningen Airport. Net ten westen van Eelde mondt de Oosterloop uit in het Eelderdiep.